# Александър Димитраков
Александър Димитраков е български революционер, деец на Вътрешната македоно-одринска революционна организация.

## Биография
Александър Димитраков е роден в 1879 година в Крива паланка, тогава в Османската империя. В 1898 година завършва с тринадесетия випуск Солунската българска мъжка гимназия, а 1901 година - Физико-математическия факултет на Висшето училище в София. През учебната 1902/1903 година е учител в Битоля, а след това в Скопие, Солун и Кюстендил. Докато е учител в Солун от 1904 до 1906 година влиза във ВМОРО и е избран за член на Централния комитет.
През юли 1906 година е задържан от властите при Мацановата афера и осъден на 101 години затвор. Заточен е на остров Родос.
След Младотурската революция в 1908 година е амнистиран, става деец на Съюза на българските конституционни клубове и е избран за делегат на неговия Учредителен конгрес от Крива паланка. Между 1910 и 1912 година е учител в Кюстендил.
Негов брат е лекарят Константин Димитраков. Сестра му Йорданка (1884 – 1967) е женена за Георги Мазаков, а другата му сестра Люба Димитракова (1886 – 1908) е затворена в затвора Куршумли хан в Скопие заради намерена в дома ѝ българска бунтовническа песнопойка и умира в резултат на жестоки мъчения.